# Messier 44
Messier 44 (Bikupan, Praesepe, M44) även känd som NGC 2632, är en öppen stjärnhop i stjärnbilden Kräftan.
Messier 44 befinner sig 610 ljusår bort från jorden och är en av de närmaste öppna stjärnhoparna, som innehåller en större population av stjärnor än andra närliggande ljusa öppna hopar. Under mörk himmel ser den för blotta ögat ut som en liten diffus fläck och har varit känd sedan antiken. Den klassiske astronomen Ptolemaios beskrev den som en "nebulös massa i Kräftans bröst". Den var bland de första objekten som Galileo studerade med sitt teleskop.
Med en vidd av 1,5° tvärs över ryms hopen lätt inom synfältet för en handkikare eller ett litet teleskop med låg förstoring. 

## Egenskaper
Ålder och egenrörelse sammanfaller med Hyaderna, vilket tyder på att de kan dela liknande ursprung. Båda hoparna innehåller också röda jättar och vita dvärgar, som representerar senare stadier av stjärnutveckling, tillsammans med många huvudseriestjärnor.
Avståndet till Messier 44 anges ofta till att vara mellan 160 och 187 pc (520-610 ljusår),  men reviderad parallax enligt Hipparcos (2009) för stjärnor i hopen och det senaste färg-storleksanpassade diagrammet över infraröd strålning tyder på ett avstånd av 182 pc. Det finns ålderuppskattningar på omkring 600 miljon år  (jämfört med omkring 625 miljon år för Hyaderna). Diametern av hopens ljusa inre kärnan är omkring 23 ljusår.

### Morfologi och sammansättning
Liksom många stjärnhopar av olika slag har Messier 44 genomgått massegregering,  vilket betyder att ljusa massiva stjärnor koncentreras i hopens kärna, medan svagare och mindre massiva stjärnor finns i dess halo (ibland kallat koronan). Hopens kärnradie uppskattas till 11,4 ljusår, dess halvmassradie är ca 12,7 ljusår och dess Roche-gräns är ca 39 ljusår. Roche-gränsen innesluter emellertid också många stjärnor som bara "passerar igenom" och inte är äkta medlemmar i hopen.
Sammantaget innehåller hopen minst 1 000 gravitationsbundna stjärnor, för en total massa på ca 500–600 solmassor. En ny undersökning räknade 1 010 stjärnor, där 68 procent är röda dvärgar, 30 procent är solliknande stjärnor av spektralklasserna F, G, och K, och omkring 2 procent är ljusa stjärnor av spektralklass A. Vidare finns fem jättestjärnor, fyra av spektralklass K0 III och den femte av G0 III.
Hittills har elva vita dvärgar identifierats, vilket representerar den sista evolutionära fasen av hopens mest massiva stjärnor, som ursprungligen tillhörde spektralklass B. Bruna dvärgar är extremt sällsynta i denna stjärnhop, förmodligen för att de på grund av tidvattenkrafter har förlorats från halon.
Messier 44 har en visuell ljusstyrka av magnitud 3,7. Dess ljusaste stjärnor är blåvita och med magnitud 6 till 6,5. 42 Cancri är en bekräftad medlem.

### Planeter
I september 2012 upptäcktes två exoplaneter som kretsar kring separata stjärnor i Messier 44. Fyndet var betydelsefullt för att de var de första planeterna som upptäcktes i omloppsbana kring stjärnor som Jordens sol som var belägna i stjärnhop. Planeter hade tidigare upptäckts i sådana hopar, men inte i omloppsbana runt stjärnor som solen.
Planeterna har benämning Pr0201 b och Pr0211 b. "b" i slutet av deras namn anger att objekten är planeter. Upptäckterna är vad som har kallats heta Jupiter, massiva gasjättar som, till skillnad från planeten Jupiter, kretsar mycket nära sin moderstjärna.
Tillkännagivandet som beskriver planetfynden, gavs av Sam Quinn som huvudförfattare, publicerades i Astrophysical Journal Letters. Quinns team samarbetade med David Latham från Harvard-Smithsonian Center for Astrophysics, vid Smithsonian Astrophysical Observatory Fred Lawrence Whipple Observatory. År 2016 kom ytterligare observationer fram till att det i Pr0211-konstellationen faktiskt finns två planeter, den andra är Pr0211 c. 

## Namnet
M44 kallas Bikupan på många språk. Namnets ålder är inte känd, men det finns inte i gamla skrifter.
Namnet Praesepe fanns däremot under antiken. Praesepe betyder Krubba på latin. Man tänkte sig stjärnhopen som en krubba, som två åsneföl äter från, ett på var sida. Åsnefölen är stjärnorna Asellus Borealis och Asellus Australis.